# Nora Castro
Nora Castro Navajas (née le 17 février 1947 à Montevideo, Uruguay) est une enseignante, professeur et femme politique uruguayenne, membre du Front large (Frente Amplio). Elle est actuellement députée du département de Montevideo. Après la victoire massive du Front large, en 2005, elle devint la première femme uruguayenne à occuper la présidence de la Chambre des représentants. Longtemps membre des Tupamaros (MLN-T) et participante du Mouvement du 26 mars, elle finit par démissionner du MLN-T en 2007, adhérant au CAP-L fondé par l'ex-Tupamaro Eleuterio Fernández Huidobro, lequel fait également partie du Front large.

## Jeunesse et dictature
Nora Castro est née d'un père militaire, qui a soutenu la dictature militaire, et d'une mère femme au foyer, proche du groupe de centre-gauche de Zelmar Michelini puis du Front large. Les tensions au sein du ménage ont provoqué le divorce de ses parents, alors que Nora était adolescente. Celle-ci devint institutrice et professeur de sciences de l'éducation à l'Instituto de Profesores Artigas, obtenant aussi des responsabilités à la Faculté d'humanités jusqu'en 2006, où elle enseigne encore.
Elle commença à militer au sein du syndicat de collégiens, puis dans son quartier et ensuite au syndicat d'enseignants. Elle rencontra ainsi Raúl Sendic lors de réunions politiques, qui devint l'un des leaders de la guérilla des Tupamaros. En 1971, Nora Castro participa au Mouvement du 26 mars, organisation légale créée par les Tupamaros, puis au Front large, auquel participait le Mouvement du 26 mars.
Après le coup d'État de juin 1973, elle vécut dans la clandestinité, dissimulant son identité, tout en participant aux activités des mères des desaparecidos.

## La transition démocratique
Avec le retour de la démocratie, elle était d'abord, lors des années 1980, l'une des représentantes de la « tendance prolétarienne »
du Mouvement de libération national - Tupamaros (MLN-T), aux côtés d'autres dirigeants syndicaux tels que Freddy Ardusso ou Jorge 
Balmelli.
Elle travailla ensuite, entre 1997 et 1999, avec le député José Mujica, dirigeant des Tupamaros qui avaient alors fondé le Mouvement de participation populaire (MPP) afin d'intégrer le Front large. Jusqu'à la fin 1999, elle travailla parallèlement sur les marchés (vendant des livres, de l'artisanat, etc.).
Nora Castro fut élue députée sur la liste 609 du Mouvement de participation populaire (MPP) aux élections d'octobre 1999, et réélue en 2004, étant élue par ses pairs, en février 2005, présidente de la Chambre des députés. Elle assuma la présidence de l'Institut de l'Enfance et de l'Adolescence de l'Uruguay (INAU) le 27 février 2009 à la suite de la démission de Victor Giorgi.
Par ailleurs, elle a démissionné du MLN-T et participe désormais au groupe CAP-L fondé par l'ex-Tupamaro Eleuterio Fernández Huidobro.

## Source originale
- (es) Cet article est partiellement ou en totalité issu de l’article de Wikipédia en espagnol intitulé « Nora Castro » (voir la liste des auteurs).